# Endrunde der Deutschen Mannschaftsmeisterschaft im Schach 1958
Die Endrunde der Deutschen Mannschaftsmeisterschaft im Schach 1958 fand vom 28. bis 30. November 1958 in Bielefeld statt.
Es traten der Bielefelder Schachklub von 1883, der Hamburger Schachklub von 1830, der Münchener Schachklub von 1836 und die Schachfreunde Ludwigshafen 1912 im Finale der 12. Westdeutschen Mannschaftsmeisterschaft 1958 in Bielefeld an. Es wurde ein Rundenturnier ausgetragen. Turnierleiter war Willi Fohl.

## Erste Runde
|   | Bielefeld           | Hamburg            | 2,5:5,5 |
| - | ------------------- | ------------------ | ------- |
| 1 | Hans Georg Lachmann | Gerhard Pfeiffer   | 0:1     |
| 2 | Rolf Hantke         | Herbert Heinicke   | 0:1     |
| 3 | Werner Fuchs        | Heinrich Langecker | 1:0     |
| 4 | Hans Illgen         | Bodo Rhodin        | remis   |
| 5 | Erich Häfner        | Victor Secula      | remis   |
| 6 | Kurt Ernst          | Wolfgang Schmidt   | remis   |
| 7 | Oskar Tempelmeier   | Christian Clemens  | 0:1     |
| 8 | Werner Schwarze     | Claus Törber       | 0:1     |

|   | München            | Ludwigshafen      | 4,5:3,5 |
| - | ------------------ | ----------------- | ------- |
| 1 | Wolfgang Unzicker  | Gerhard Biebinger | 1:0     |
| 2 | Ralf Scheipl       | Georg Heinrich    | remis   |
| 3 | Günter Maier       | Hermann Weißauer  | 1:0     |
| 4 | Otto Thiermann     | Paul Radic        | remis   |
| 5 | Heinz de Carbonnel | Georg Schneider   | remis   |
| 6 | Karlheinz Hoecht   | Gerhard Zabeschek | remis   |
| 7 | Paul Gerner        | Karl              | remis   |
| 8 | Josef Steger       | Hans Kelchner     | 0:1     |

## Zweite Runde
|   | Bielefeld           | München            | 4,0:4,0 |
| - | ------------------- | ------------------ | ------- |
| 1 | Hans Georg Lachmann | Wolfgang Unzicker  | 0:1     |
| 2 | Rolf Hantke         | Ralf Scheipl       | 1:0     |
| 3 | Werner Fuchs        | Günter Maier       | 1:0     |
| 4 | Hans Illgen         | Otto Thiermann     | 1:0     |
| 5 | Erich Häfner        | Heinz de Carbonnel | 0:1     |
| 6 | Kurt Ernst          | Karlheinz Hoecht   | 0:1     |
| 7 | Oskar Tempelmeier   | Paul Gerner        | remis   |
| 8 | Werner Schwarze     | Josef Steger       | remis   |

|   | Hamburg            | Ludwigshafen      | 4,0:4,0 |
| - | ------------------ | ----------------- | ------- |
| 1 | Gerhard Pfeiffer   | Gerhard Biebinger | 1:0     |
| 2 | Herbert Heinicke   | Georg Heinrich    | remis   |
| 3 | Carl Ahues         | Paul Radic        | remis   |
| 4 | Bodo Rhodin        | Hermann Weißauer  | 0:1     |
| 5 | Heinrich Langecker | Georg Schneider   | remis   |
| 6 | Victor Secula      | Gerhard Zabeschek | remis   |
| 7 | Wolfgang Schmidt   | Karl              | 0:1     |
| 8 | Hugo Schneider     | Hans Kelchner     | 1:0     |

## Dritte Runde
|   | Ludwigshafen      | Bielefeld           | 5,0:3,0 |
| - | ----------------- | ------------------- | ------- |
| 1 | Georg Heinrich    | Hans Georg Lachmann | 1:0     |
| 2 | Paul Radic        | Rolf Hantke         | 0:1     |
| 3 | Gerhard Biebinger | Werner Fuchs        | 1:0     |
| 4 | Hermann Weißauer  | Hans Illgen         | remis   |
| 5 | Georg Schneider   | Erich Häfner        | 1:0     |
| 6 | Karl              | Kurt Ernst          | 1:0     |
| 7 | Gerhard Zabeschek | Oskar Tempelmeier   | 0:1     |
| 8 | Hermann Krieger   | Werner Schwarze     | remis   |

|   | München            | Hamburg            | 4,0:4,0 |
| - | ------------------ | ------------------ | ------- |
| 1 | Wolfgang Unzicker  | Gerhard Pfeiffer   | 1:0     |
| 2 | Ralf Scheipl       | Herbert Heinicke   | 1:0     |
| 3 | Günter Maier       | Carl Ahues         | remis   |
| 4 | Otto Thiermann     | Heinrich Langecker | remis   |
| 5 | Heinz de Carbonnel | Victor Secula      | remis   |
| 6 | Karlheinz Hoecht   | Bodo Rhodin        | remis   |
| 7 | Paul Gerner        | Wolfgang Schmidt   | 0:1     |
| 8 | Josef Steger       | Christian Clemens  | 0:1     |

## Kreuztabelle
|   | Verein       | 1   | 2   | 3   | 4   | Punkte |
| - | ------------ | --- | --- | --- | --- | ------ |
| 1 | Hamburg      |     | 4,0 | 4,0 | 5,5 | 13,5   |
| 2 | München      | 4,0 |     | 4,5 | 4,0 | 12,5   |
| 3 | Ludwigshafen | 4,0 | 3,5 |     | 5,0 | 12,5   |
| 4 | Bielefeld    | 2,5 | 4,0 | 3,0 |     | 9,5    |

## Die Meistermannschaft
| 1.            | Hamburger Schachklub von 1930 |
| Schachfiguren | Gerhard Pfeiffer, Herbert Heinicke, Carl Ahues, Heinrich Langecker, Victor Secula, Bodo Rhodin, Wolfgang Schmidt, Christian Clemens, Claus Törber, Hugo Schneider |